# Звягельська міська рада
Звягельська міська́ ра́да (до 1926 року — Новоград-Волинська сільська рада, у 1926—2022 роках — Новоград-Волинська міська рада) — орган місцевого самоврядування Звягельської міської територіальної громади Звягельського району Житомирської області з розміщенням у місті Звягель.

## Склад ради

### VIII скликання
Рада складається з 34 депутатів та голови.
25 жовтня 2020 року, на чергових місцевих виборах, було обрано 34 депутати, з них (за суб'єктами висування): «Європейська Солідарність» — 5, «Слуга народу», «Наш край», «Опозиційна платформа — За життя», Народна партія та «За майбутнє» — по 4, «Сила і честь», Всеукраїнське об'єднання «Батьківщина» та «Пропозиція» — по 3.
Головою ради громади обрали позапартійного самовисуванця Миколу Боровця, заступника директора одного з місцевих приватних підприємств.

### Керівний склад попередніх скликань
| Прізвище, ім'я, по батькові   | Основні відомості                                                       | Суб'єкт висування  | Дата обрання | Дата звільнення |
| ----------------------------- | ----------------------------------------------------------------------- | ------------------ | ------------ | --------------- |
| Боровець Микола Петрович      | Міський голова, 1961 року народження, безпартійний                      |                    | 26.03.2006   | 31.10.2010      |
| Загривий Володимир Іванович   | Міський голова, 1950 року народження, освіта вища, член Народної партії |                    | 31.10.2010   | 25.10.2015      |
| Весельський Віктор Леонідович | Міський голова, 1956 року народження, освіта вища, безпартійний         | БПП «Солідарність» | 25.10.2015   | 25.10.2020      |
| Боровець Микола Петрович      | Міський голова, 1961 року народження, безпартійний                      | Самовисування      | 25.10.2020   |                 |

Примітка: таблиця складена за даними сайту Верховної Ради України та ЦВК

### VII скликання
За результатами місцевих виборів 2015 року депутатами ради стали:

#### За суб'єктами висування
| Суб'єкт висування                                          | Кількість обраних депутатів | %     |
| ---------------------------------------------------------- | --------------------------- | ----- |
| Партія Блок Петра Порошенка «Солідарність»                 | 9                           | 26.47 |
| Народна партія                                             | 6                           | 17.65 |
| Радикальна партія Олега Ляшка                              | 5                           | 14.71 |
| Політична партія Всеукраїнське об'єднання «Батьківщина»    | 4                           | 11.76 |
| Політична партія «Опозиційний блок»                        | 3                           | 8.82  |
| Політична партія «Об'єднання „Самопоміч“»                  | 3                           | 8.82  |
| Політична партія «Українське Об'єднання патріотів — УКРОП» | 2                           | 5.88  |
| Українська Народна Партія                                  | 2                           | 5.88  |

#### За округами
| № округу                                                   | Прізвище, ім'я, по батькові       | Дата нар.  | Освіта              | Партійна приналежність                                           | Відомості |
| ---------------------------------------------------------- | --------------------------------- | ---------- | ------------------- | ---------------------------------------------------------------- | --- |
| ПАРТІЯ "БЛОК ПЕТРА ПОРОШЕНКА «СОЛІДАРНІСТЬ»                |                                   |            |                     |                                                                  | |
| пк                                                         | Ващенко Олег Миколайович          | 21.08.1972 | вища                | член ПАРТІЇ "БЛОК ПЕТРА ПОРОШЕНКА «СОЛІДАРНІСТЬ»                 | Фізична особа-підприємець |
| 1                                                          | Махновецький Олександр Петрович   | 30.10.1972 | професійно-технічна | член ПАРТІЇ "БЛОК ПЕТРА ПОРОШЕНКА «СОЛІДАРНІСТЬ»                 | Товариство обмеженої відповідальності «Пролісок», директор                                                                                         |
| 18                                                         | Стадник Олександр Миколайович     | 22.11.1963 | вища                | безпартійний                                                     | Фізична особа-підприємець |
| 26                                                         | Юшманов Ігор Геннадійович         | 23.07.1968 | вища                | член ПАРТІЇ "БЛОК ПЕТРА ПОРОШЕНКА «СОЛІДАРНІСТЬ»                 | Фізична особа-підприємець |
| 11                                                         | Пономаренко Олена Анатоліївна     | 20.08.1968 | вища                | безпартійна                                                      | Новоград-Волинське міське управління праці та соціального захисту населення, заступник начальника, начальник відділу грошових виплат і компенсації |
| 14                                                         | Табалюк Віталій Станіславович     | 16.07.1985 | вища                | член ПАРТІЇ "БЛОК ПЕТРА ПОРОШЕНКА «СОЛІДАРНІСТЬ»                 | Товариство обмеженої відповідальності «Новоград-Волинські шляхи», головний інженер                                                                 |
| 16                                                         | Запаловський Богдан Васильович    | 07.11.1975 | вища                | член ПАРТІЇ "БЛОК ПЕТРА ПОРОШЕНКА «СОЛІДАРНІСТЬ»                 | Фізична особа-підприємець |
| 33                                                         | Седлецький Роман Анатолійович     | 18.09.1978 | вища                | безпартійний                                                     | Товариство обмеженої відповідальності «Міськкомунсервіс», директор                                                                                 |
| 4                                                          | Бойчук Віталій Михайлович         | 16.10.1977 | вища                | безпартійний                                                     | Фізична особа-підприємець |
| Народна Партія                                             |                                   |            |                     |                                                                  | |
| пк                                                         | Усенко Микола Григорович          | 28.09.1958 | вища                | безпартійний                                                     | Міська рада, перший заступник міського голови |
| 15                                                         | Мельник Сергій Миколайович        | 12.06.1962 | вища                | член Народної Партії                                             | Школа вищої спортивної майстерності в Житомирській області, старший тренер-викладач з вільної боротьби                                             |
| 6                                                          | Остапчук Олександр Леонідович     | 05.05.1971 | вища                | безпартійний                                                     | ТОВ «Євроальянс+», директор |
| 24                                                         | Усенко Сергій Миколайович         | 20.08.1981 | вища                | член Народної Партії                                             | Газета «Звягель», заступник директора |
| 2                                                          | Мірзабекян Юра Левонович          | 12.06.1979 | вища                | член Народної Партії                                             | Житомирська дитячо-юнацька спортивна школа, тренер-викладач з вільної боротьби                                                                     |
| 21                                                         | Гарбовський Олександр Сергійович  | 01.06.1979 | вища                | член Народної Партії                                             | ТОВ «Єврофасад», директор |
| Радикальна партія Олега Ляшка                              |                                   |            |                     |                                                                  | |
| пк                                                         | Остапчук Василь Іванович          | 01.01.1961 | вища                | член Радикальної партії Олега Ляшка                              | Приватний підприємець |
| 31                                                         | Войтович Андрій Васильович        | 03.02.1966 | вища                | член Радикальної партії Олега Ляшка                              | ОСББ «Наш дім», керуючий будинками |
| 30                                                         | Легенчук Анатолій Володимирович   | 12.09.1959 | вища                | член Радикальної партії Олега Ляшка                              | ОСББ «Колорит», керуючий будинками |
| 2                                                          | Палецький Олександр Аркадійович   | 24.01.1961 | вища                | член Радикальної партії Олега Ляшка                              | ОСББ «МЖК Комфорт», керуючий будинками |
| 17                                                         | Карпінська Світлана Станіславівна | 05.06.1976 | вища                | безпартійна                                                      | Начальник відділу економічного аналізу та планування, міська рада                                                                                  |
| політична партія Всеукраїнське об'єднання «Батьківщина»    |                                   |            |                     |                                                                  | |
| пк                                                         | Новиченко Юрій Борисович          | 16.06.1966 | вища                | член політичної партії Всеукраїнське об'єднання «Батьківщина»    | пенсіонер |
| 10                                                         | Крапівницька Світлана Вікторівна  | 29.06.1970 | вища                | член політичної партії Всеукраїнське об'єднання «Батьківщина»    | Об'єднання співвласників багатоквартирних будинків «Чайка», паспортист                                                                             |
| 1                                                          | Павловський Микола Станіславович  | 12.10.1977 | вища                | член політичної партії Всеукраїнське об'єднання «Батьківщина»    | Новоград-Волинське територіальне медичне об'єднання, лікар                                                                                         |
| 14                                                         | Федорчук Володимир Григорович     | 28.09.1960 | вища                | член політичної партії Всеукраїнське об'єднання «Батьківщина»    | Новоград-Волинська загальноосвітня школа № 10, директор                                                                                            |
| Політична партія "Об'єднання «САМОПОМІЧ»                   |                                   |            |                     |                                                                  | |
| пк                                                         | Хапчук Сергій Вікторович          | 05.02.1971 | вища                | член Політичної партії "Об'єднання «САМОПОМІЧ»                   | Фізична особа-підприємець |
| 20                                                         | Кармазін Олександр Васильович     | 28.08.1971 | загальна середня    | безпартійний                                                     | Фізична особа-підприємець |
| 34                                                         | Шнайдер Костянтин Валерійович     | 14.12.1975 | вища                | безпартійний                                                     | Новоград-Волинське міськрайТМО, лікар-хірург |
| Політична Партія «Опозиційний блок»                        |                                   |            |                     |                                                                  | |
| пк                                                         | Журбенко Олег Іванович            | 09.10.1947 | вища                | член Політичної Партії «Опозиційний блок»                        | пенсіонер |
| 12                                                         | Овдіюк Віктор Іванович            | 14.04.1960 | вища                | безпартійний                                                     | Загальноосвітня школа № 7, директор |
| 3                                                          | Рудик Тетяна Казимирівна          | 01.04.1962 | вища                | член Політичної Партії «Опозиційний блок»                        | Новоград-Волинське міськрайонне територіальне медичне об'єднання, лікар загальної практики                                                         |
| ПОЛІТИЧНА ПАРТІЯ «УКРАЇНСЬКЕ ОБ'ЄДНАННЯ ПАТРІОТІВ — УКРОП» |                                   |            |                     |                                                                  | |
| пк                                                         | Рассадін Андрій Олексійович       | 28.04.1976 | вища                | член ПОЛІТИЧНОЇ ПАРТІЇ «УКРАЇНСЬКЕ ОБ'ЄДНАННЯ ПАТРІОТІВ — УКРОП» | Фізична особа підприємець |
| 9                                                          | Якубов Віталій Олександрович      | 03.09.1977 | вища                | безпартійний                                                     | Збройні сили України, військовослужбовець |
| Українська Народна Партія                                  |                                   |            |                     |                                                                  | |
| пк                                                         | Мельник Ігор Іванович             | 24.11.1970 | вища                | член Української Народної Партії                                 | Центральне Новоград-Волинське відділення АТ "Райффайзен Банк Аваль,, начальник відділення                                                          |
| 17                                                         | Юрків Василь Матвійович           | 21.06.1962 | загальна середня    | безпартійний                                                     | Приватний підприємець |

### VI скликання
За результатами місцевих виборів 2010 року депутатами ради стали:

#### За суб'єктами висування
| Суб'єкт висування                                       | Кількість обраних депутатів | %    |
| ------------------------------------------------------- | --------------------------- | ---- |
| Народна партія                                          | 16                          | 34,8 |
| Партія регіонів                                         | 9                           | 19,6 |
| Політична партія «Фронт Змін»                           | 6                           | 13   |
| Політична партія «Сильна Україна»                       | 4                           | 8,7  |
| Політична партія Всеукраїнське об'єднання «Батьківщина» | 3                           | 6,5  |
| Комуністична партія України                             | 2                           | 4,3  |
| Політична партія Всеукраїнське об'єднання «Свобода»     | 2                           | 4,3  |
| Соціалістична партія України                            | 2                           | 4,3  |
| Політична партія «Наша Україна»                         | 1                           | 2,2  |
| Українська Народна Партія                               | 1                           | 2,2  |

#### За округами
| № округу                                                | Прізвище, ім'я, по батькові       | Дата визнання обраним | Освіта | Партійна приналежність                        | Відомості про обраного депутата                                                                               |
| ------------------------------------------------------- | --------------------------------- | --------------------- | ------ | --------------------------------------------- | --- |
| Комуністична партія України                             |                                   |                       |        |                                               | |
| б/м                                                     | Шепета Леонід Михайлович          | 05.11.2010            | вища   | член Комуністичної партії України             | пенсіонер |
| б/м                                                     | Малов Костянтин Миколайович       | 29.04.2011            | вища   | член Комуністичної партії України             | пенсіонер |
| Народна Партія                                          |                                   |                       |        |                                               | |
| б/м                                                     | Лавренюк Сергій Іванович          | 05.11.2010            | вища   | член Народної партії                          | Новоград-Волинська районна державна адміністрація, перший заступник голови                                    |
| б/м                                                     | Островський Станіслав Віталійович | 05.11.2010            | вища   | член Народної партії                          | ТОВ «Житниця», директор                                                                                       |
| б/м                                                     | Солодовник Олена Володимирівна    | 05.11.2010            | вища   | член Народної партії                          | Медичний коледж, директор                                                                                     |
| б/м                                                     | Михальчук Василь Іванович         | 05.11.2010            | вища   | член Народної партії                          | відділ Держкомзему м. Новограді-Волинському, начальник                                                        |
| б/м                                                     | Бондарчук Ігор Вікторович         | 05.11.2010            | вища   | член Народної партії                          | ВАТ «Пусконаладка», директор                                                                                  |
| 4                                                       | Атаманенко Євгенія Вікторівна     | 06.06.2011            | вища   | член Народної партії                          | шпиталь в/ч А 1063, завідувач клінічної лабораторії                                                           |
| 8                                                       | Беляк Павло Феліксович            | 05.11.2010            | вища   | член Народної партії                          | Міське споживче товариство, голова правління                                                                  |
| 9                                                       | Мельник Сергій Миколайович        | 05.11.2010            | вища   | член Народної партії                          | Дитячо-юнацька спортивна школа, тренер-викладач                                                               |
| 11                                                      | Дебич Юрій Михайлович             | 05.11.2010            | вища   | член Народної партії                          | МіськрайТМО, завідувач діагностичного відділення                                                              |
| 14                                                      | Гарбовський Олександр Сергійович  | 05.11.2010            | вища   | член Народної партії                          | ТОВ «Євро Фасад», директор                                                                                    |
| 15                                                      | Благодир Анатолій Степанович      | 05.11.2010            | вища   | член Народної партії                          | МіськрайТМО, завідувач травматологічного відділення                                                           |
| 16                                                      | Усенко Сергій Миколайович         | 05.11.2010            | вища   | член Народної партії                          | ТОВ «Звягель-Принт», директор                                                                                 |
| 17                                                      | Мельник Віктор Кузьмович          | 05.11.2010            | вища   | член Народної партії                          | загальноосвітня школа № 9, директор                                                                           |
| 18                                                      | Мірзабекян Юра Левонович          | 05.11.2010            | вища   | член Народної партії                          | Новоград-Волинська ДЮСШ, тренер — викладач                                                                    |
| 21                                                      | Рошка Юрій Антонович              | 05.11.2010            | вища   | член Народної партії                          | НВК «Гімназія ім. Лесі Українки», директор                                                                    |
| 23                                                      | Неук Василь Іванович              | 05.11.2010            | вища   | член Народної партії                          | Міська організація профспілок освіти, голова                                                                  |
| Партія регіонів                                         |                                   |                       |        |                                               | |
| б/м                                                     | Журбенко Олег Іванович            | 05.11.2010            | вища   | член Партії регіонів                          | ВАТ «Гарантбуд», голова правління                                                                             |
| б/м                                                     | Помінчук Володимир Федорович      | 05.11.2010            | вища   | член Партії регіонів                          | пенсіонер |
| б/м                                                     | Подсадний Борис Володимирович     | 05.11.2010            | вища   | член Партії регіонів                          | Новоград-Волинська міська рада, начальник управління містобудування та архітектури                            |
| б/м                                                     | Дорож Василій Олександрович       | 05.11.2010            | вища   | позапартійний                                 | ВАТ «Новоград-Волинський м'ясокомбінат», директор                                                             |
| б/м                                                     | Левицька Алла Петрівна            | 05.11.2010            | вища   | член Партії регіонів                          | Новоград-Волинське виробниче управління водопровідно-каналізаційного господарства, начальник                  |
| 2                                                       | Марчук Антоніна Володимирівна     | 05.11.2010            | вища   | позапартійна                                  | загальноосвітня школа № 8, директор                                                                           |
| 5                                                       | Дрибас Володимир Іванович         | 05.11.2010            | вища   | член Партії регіонів                          | Новоград-Волинський професійно-технічний ліцей, викладач                                                      |
| 6                                                       | Овдіюк Віктор Іванович            | 05.11.2010            | вища   | член Партії регіонів                          | загальноосвітня школа № 7, директор                                                                           |
| 7                                                       | Борісов Микола Миколайович        | 05.11.2010            | вища   | позапартійний                                 | Військова частина А3814, командир                                                                             |
| Політична партія Всеукраїнське об'єднання «Батьківщина» |                                   |                       |        |                                               | |
| б/м                                                     | Новиченко Юрій Борисович          | 05.11.2010            | вища   | член Всеукраїнського об'єднання «Батьківщина» | м. Новоград — Волинський, публічне акціонерне товариство комерційного банку «Приватбанк», кредитний інспектор |
| б/м                                                     | Мисін Володимир Євгенійович       | 05.11.2010            | вища   | член Всеукраїнського об'єднання «Батьківщина» | м. Новоград — Волинський, міський виконавчий комітет, начальник управління ЖКГ                                |
| б/м                                                     | Федорчук Володимир Григорович     | 05.11.2010            | вища   | член Всеукраїнського об'єднання «Батьківщина» | м. Новоград — Волинський, міський виконавчий комітет, секретар міської ради                                   |
| Політична партія Всеукраїнське об'єднання «Свобода»     |                                   |                       |        |                                               | |
| б/м                                                     | Остапчук Василь Іванович          | 05.11.2010            | вища   | член Всеукраїнського об'єднання «Свобода»     | СПД ФО Остапчук В. І.                                                                                         |
| б/м                                                     | Захарчук Олександр Вікторович     | 05.11.2010            | вища   | член Всеукраїнського об'єднання «Свобода»     | Житомирська дистанція ПЧ — 15, старший монтер штучних споруд                                                  |
| Політична партія «Наша Україна»                         |                                   |                       |        |                                               | |
| б/м                                                     | Соколюк Тетяна Володимирівна      | 05.11.2010            | вища   | член Політичної партії «Наша Україна»         | Міська рада, начальник відділу держ. реєстру виборців                                                         |
| Політична партія «Сильна Україна»                       |                                   |                       |        |                                               | |
| б/м                                                     | Куница Тетяна Миколаївна          | 05.11.2010            | вища   | член Політичної партії «Сильна Україна»       | директор ТОВ навчально-виховний комплекс ліцей «Случ», заступник директора загальноосвітньої школи № 5        |
| 3                                                       | Шевчук Сергій Федорович           | 05.11.2010            | вища   | член Політичної партії «Сильна Україна»       | нафтоперекачувальна станція «Чижівка», головний бухгалтер                                                     |
| 12                                                      | Перерва Валерій Ігорович          | 05.11.2010            | вища   | член Політичної партії «Сильна Україна»       | ТОВ «Новофармбіосинтез», директор                                                                             |
| 20                                                      | Дідовець Олександр Миколайович    | 05.11.2010            | вища   | член Політичної партії «Сильна Україна»       | Новоград-Волинська ДЮСШ, тренер                                                                               |
| Політична партія «Фронт Змін»                           |                                   |                       |        |                                               | |
| б/м                                                     | Седлецький Роман Анатолійович     | 05.11.2010            | вища   | член Політичної партії «Фронт Змін»           | фізична особа-підприємець                                                                                     |
| б/м                                                     | Ващенко Олег Миколайович          | 05.11.2010            | вища   | член Політичної партії «Фронт Змін»           | Приватне підприємство «Скорбота», директор                                                                    |
| б/м                                                     | Легенчук Анатолій Володимирович   | 05.11.2010            | вища   | член Політичної партії «Фронт Змін»           | Об'єднання співвласників багатоповерхових будинків «Колорит», голова правління                                |
| 1                                                       | Махновецький Олександр Петрович   | 05.11.2010            | вища   | член Політичної партії «Фронт Змін»           | фізична особа-підприємець                                                                                     |
| 13                                                      | Ільяхов Ігор Анатолійович         | 05.11.2010            | вища   | член Політичної партії «Фронт Змін»           | фізична особа-підприємець                                                                                     |
| 19                                                      | Войтович Андрій Васильович        | 05.11.2010            | вища   | член Політичної партії «Фронт Змін»           | Об'єднання співвласників багатоповерхових будинків «Наш дім», голова правління                                |
| Соціалістична партія України                            |                                   |                       |        |                                               | |
| б/м                                                     | Шевчук Юрій Михайлович            | 05.11.2010            | вища   | член Соціалістичної партії України            | Міська лікарняна каса, викон. директор                                                                        |
| 22                                                      | Дмитренко Євген Васильович        | 05.11.2010            | вища   | позапартійний                                 | Об'єднання «Залізничник», керуючий справами                                                                   |
| Українська Народна Партія                               |                                   |                       |        |                                               | |
| 10                                                      | Дуда Петро Васильович             | 05.11.2010            | вища   | член Української Народної Партії              | міськрайТМО, завідувач дитячої педіатрії                                                                      |

## Історія
Утворена в 1923 році як сільська рада. 10 березня 1926 року реорганізована в міську раду.
1 червня 1935 року до складу міської ради увійшли сільські ради ліквідованого Новоград-Волинського району, 17 жовтня 1935 року — Владинська, Дзикунська, Кам'яно-Майданська та Слободо-Черницька сільські ради ліквідованого Довбишського району Київської області.
В 1941-44 роках територія міськради входила до гебітскомісаріату Звягель Генеральної округи Житомир та складалась з Вишівської, Галівської, Канунської, Кожушківської, Княже-Корецької, Лідівської, Маковицької, Могилянської, Муравенської, Олександрівської, Ржадківської, Слободо-Романівської та Старо-Романівської сільських управ.
11 серпня 1954 року ліквідовано Владинську, Кам'яно-Майданську, Кропивнянську, Марушівську, Недбаївську, Немильнянську, Новозеленинську, Новороманівську, Роботищенську, Смолківську та Яворівську сільські ради.
4 червня 1958 року всі сільські ради, що були в підпорядкуванні міської ради, передано до складу відновленого Новоград-Волинського району.
До 1 листопада 2018 року — адміністративно-територіальна одиниця у Житомирській області з площею території 32,77 км², населенням — 56 165 осіб (станом на 1 серпня 2015 року) та підпорядкуванням м. Новоград-Волинський.
Відповідно до рішення Новоград-Волинської міської ради від 22 грудня 2022 року «Про перейменування Новоград-Волинської міської ради та її виконавчого комітету» прийнято рішення про перейменування Новоград-Волинської міської ради на Звягельську міську раду.